# Luge als Jocs Olímpics d'hivern de 2010 - Parelles masculines
Als Jocs Olímpics d'Hivern de 2010 celebrats a la ciutat de Vancouver (Canadà) es disputà una prova de luge en categoria de dobles masculina que formà part del programa oficial dels Jocs.
La competició tingué lloc el dia 17 de febrer de 2010 a les instal·lacions esportives del Whistler Sliding Centre. Hi participaren un total de 40 corredors d'11 comitès nacionals diferents. Degut a la mort de Nodar Kumaritashvili el 12 de febrer durant la sessió d'entrenaments abans d'iniciar la competició oficial es decidí escurçar el recorregut de la pista per tal de disminuir la velocitat punta dels corredors.

## Resum de medalles
| Or                                       | Argent                           | Bronze                                    |
| Àustria Andreas Linger · Wolfgang Linger | Letònia Andris Šics · Juris Šics | Alemanya Patric Leitner · Alexander Resch |

## Results
| Pos. | Dorsal | Nom                                       | CON          | Volta 1      | Volta 2      | Total    | Dif.   |
| ---- | ------ | ----------------------------------------- | ------------ | ------------ | ------------ | -------- | ------ |
| 1    | 11     | Andreas Linger Wolfgang Linger            | Àustria      | 8.217 41.332 | 8.191 41.373 | 1:22.705 |        |
| 2    | 7      | Andris Šics Juris Šics                    | Letònia      | 8.256 41.420 | 8.251 41.549 | 1:22.969 | +0.264 |
| 3    | 6      | Patric Leitner Alexander Resch            | Alemanya     | 8.315 41.566 | 8.261 41.474 | 1:23.040 | +0.335 |
| 4    | 2      | Christian Oberstolz Patrick Gruber        | Itàlia       | 8.244 41.527 | 8.261 41.585 | 1:23.112 | +0.407 |
| 5    | 4      | André Florschütz Torsten Wustlich         | Alemanya     | 8.276 41.545 | 8.345 41.645 | 1:23.190 | +0.485 |
| 6    | 3      | Dan Joye Christian Niccum                 | Estats Units | 8.359 41.602 | 8.408 41.689 | 1:23.291 | +0.586 |
| 7    | 1      | Chris Moffat Mike Moffat                  | Canadà       | 8.363 41.675 | 8.319 41.723 | 1:23.398 | +0.693 |
| 8    | 5      | Tobias Schiegl Markus Schiegl             | Àustria      | 8.275 41.727 | 8.293 41.801 | 1:23.528 | +0.823 |
| 9    | 8      | Oswald Haselrieder Gerhard Plankensteiner | Itàlia       | 8.419 41.789 | 8.374 41.860 | 1:23.649 | +0.944 |
| 10   | 10     | Vladimir Makhnutin Vladislav Yuzhakov     | Rússia       | 8.395 41.798 | 8.422 41.948 | 1:23.746 | +1.041 |
| 11   | 15     | Jan Harnis Branislav Regec                | Eslovàquia   | 8.422 42.018 | 8.411 41.924 | 1:23.942 | +1.237 |
| 12   | 19     | Oskars Gudramovičs Pēteris Kalniņš        | Letònia      | 8.385 41.982 | 8.496 42.013 | 1:23.995 | +1.290 |
| 13   | 9      | Mark Grimmette Brian Martin               | Estats Units | 8.448 41.821 | 8.571 42.184 | 1:24.005 | +1.300 |
| 14   | 12     | Mikhail Kuzmich Stanislav Mikheev         | Rússia       | 8.488 42.174 | 8.453 41.981 | 1:24.155 | +1.450 |
| 15   | 18     | Justin Snith Tristan Walker               | Canadà       | 8.522 42.100 | 8.531 42.120 | 1:24.220 | +1.515 |
| 16   | 13     | Andriy Kis Yuriy Hayduk                   | Ucraïna      | 8.415 42.219 | 8.437 42.136 | 1:24.355 | +1.650 |
| 17   | 14     | Cosmin Chetroiu Ionut Taran               | Romania      | 8.506 42.360 | 8.471 42.271 | 1:24.631 | +1.926 |
| 18   | 17     | Luboš Jíra Matěj Kvíčala                  | Txèquia      | 8.470 42.204 | 8.592 42.459 | 1:24.663 | +1.958 |
| 19   | 20     | Taras Senkiv Roman Zaharkiv               | Ucraïna      | 8.721 42.767 | 8.639 42.595 | 1:25.362 | +2.657 |
| 20   | 16     | Paul Ifrim Andrei Anghel                  | Romania      | 8.575 43.007 | 8.493 42.466 | 1:25.473 | +2.768 |